# اداویل
اداویل (به انگلیسی: Adavale) یک شهرک در استرالیا است که در کوئینزلند واقع شده‌است.